# NGC 1823
NGC 1823 је расејано звездано јато у сазвежђу Трпеза које се налази на NGC листи објеката дубоког неба.
Деклинација објекта је - 70° 20' 8" а ректасцензија 5h 3m 25,0s. Привидна величина (магнитуда) објекта NGC 1823 износи 12,1. NGC 1823 је још познат и под ознакама ESO 56-SC51.